# Philipp von Rummel
Philipp Freiherr von Rummel (* 30. April 1975) ist ein deutscher Archäologe. Seit Frühjahr 2014 ist er Generalsekretär des Deutschen Archäologischen Instituts (DAI).
Philipp von Rummel ist Enkel von Friedrich von Rummel und Ursula von Gersdorff sowie Urenkel von Wilhelm Waetzoldt. Nach dem Abitur am Freiburger Berthold-Gymnasium begann er 1995 an der Universität Freiburg ein Studium der Fächer Ur- und Frühgeschichte, Klassische Archäologie, Alte Geschichte und Mittelalterliche Geschichte. 1998/1999 studierte er für zwei Semester an der Humboldt-Universität zu Berlin, zudem studierte er auch an der Universität Basel. Von 1999 bis 2001 war er wissenschaftliche Hilfskraft am Freiburger Sonderforschungsbereich Identitäten und Alteritäten der Deutschen Forschungsgemeinschaft. 2000 schloss von Rummel sein Studium in Freiburg mit der Arbeit Die beigabenführenden Gräber im vandalenzeitlichen Nordafrika. Zum Problem des archäologischen Nachweises von Vandalen und Alanen im nordafrikanischen Vandalenreich ab und widmete sich hier schon Nordafrika, das zum geografischen Schwerpunkt seiner wissenschaftlichen Arbeit werden sollte. 2001 nahm er ein Promotionsstudium auf und war bis 2004 wissenschaftliche Hilfskraft beim Reallexikon der Germanischen Altertumskunde.
Die Promotion erfolgte 2005 in Freiburg bei Heiko Steuer mit der Arbeit Habitus barbarus. Kleidung und Repräsentation spätantiker Eliten im 4. und 5. Jahrhundert n. Chr. Die 2007 publizierte Arbeit wurde ob ihrer Originalität und ihrer neuartigen interdisziplinären Ansätze gelobt und mit dem „Juliana-Anicia-Preis“ des Vereins für Spätantike Archäologie und Byzantinische Kunstgeschichte München ausgezeichnet. Die Kernthese der Arbeit, wonach der „unrömische“ Schmuck und Kleidungsstil in vielen spätantiken Gräbern keineswegs als sicherer Beleg für „barbarische Einwanderer“ dienen könne, sondern vielmehr ein Hinweis auf eine neue Militärelite sei, der durchaus auch viele Römer angehört hätten, erwies sich in der Folgezeit als sehr einflussreich. 
Für die Jahre 2006/2007 wurde von Rummel zudem das Reisestipendium der Römisch-Germanischen Kommission des DAI zugesprochen. Zuvor war er 2006 Wissenschaftlicher Assistent am Institut für Ur- und Frühgeschichte und Archäologie des Mittelalters der Universität Freiburg. 2007/2008 war von Rummel freier wissenschaftlicher Mitarbeiter des Projektes Ethnische Identitäten im Frühen Mittelalter des Instituts für Mittelalterforschung der Österreichischen Akademie der Wissenschaften in Wien.
Im Mai 2008 wurde von Rummel Wissenschaftlicher Referent der Abteilung Rom des DAI, wo er die Redaktion leitete, für die Homepage zuständig war und die Projekte der Abteilung in Nordafrika koordinierte. Insbesondere forschte er zum tunesischen Chimtou, einer antiken Stadt mit einem der bedeutendsten Marmorsteinbrüche des Römischen Reiches, und der spätantiken Stadt Rom. Anfang Juni 2013 wurde er als Nachfolger des 2014 als erster Direktor an die Abteilung Rom wechselnden Ortwin Dally zum Generalsekretär des DAI gewählt, dessen ordentliches Mitglied er ist. Er trat sein Amt im Frühjahr 2014 an.
Von Rummels Forschungsschwerpunkte liegen bei der Archäologie der Spätantike, des Frühmittelalters sowie der Völkerwanderungszeit, bei der Archäologie der Identität sowie der Archäologie Nordafrikas. Schon während des Studiums wirkte er bei Ausgrabungen der frühalamannischen Höhensiedlung auf dem Zähringer Burgberg bei Freiburg sowie an Forschungen zum römischen und mittelalterlichen Bergbau in Sulzburg mit. Weiterhin wirkte er bei Ausgrabungen eines merowingerzeitlichen Reihengräberfeldes in Heitersheim und der jungsteinzeitlichen und frühalamannischen Siedlung bei Vörstetten mit. In Nordafrika nahm er an Ausgrabungen in Thugga (Tunesien) an Ausgrabungen teil, von 2001 bis 2003 hatte er die technische Grabungsleitung bei diesem deutsch-tunesischen Forschungsprojekt inne. Die Ausgrabungen in Simitthu/Chimtou leitet er seit 2008 gemeinsam mit seinem tunesischen Kollegen Mustapha Khanoussi.

## Schriften
- Habitus barbarus. Kleidung und Repräsentation spätantiker Eliten im 4. und 5. Jahrhundert (= Reallexikon der Germanischen Altertumskunde. Ergänzungsbände. Band 55). de Gruyter, Berlin-New York 2007, ISBN 978-3-11-019150-9 (Rezension bei Sehepunkte).
- mit Hubert Fehr: Die Völkerwanderung. Theiss, Stuttgart 2011, ISBN 978-3-8062-2283-8.
- mit Johannes Lipps und Carlos Machado (Hrsg.): The Sack of Rome in 410 AD. The Event, its Context and its Impact (= Palilia. Band 28). Reichert, Wiesbaden 2013, ISBN 978-3-89500-944-0 (Rezensionen bei Plekos und Sehepunkte).
- mit Ortwin Dally und Ulrike Wulf-Rheidt (Hrsg.): Beiträge zur Geschichte der Zentrale des Deutschen Archäologischen Instituts (= Das Deutsche Archäologische Institut. Geschichte und Dokumente Band 11). Harrassowitz, Wiesbaden 2019,  ISBN 978-3-447-11219-2
- mit Eszter Bánffy und Kerstin P. Hofmann (Hrsg.): Spuren des Menschen. 800.000 Jahre Geschichte in Europa. wbg Theiss, Darmstadt 2019, ISBN 978-3-8062-3991-1

## Belege
1. ↑  So in der Rezension von Stefan Priwitzer bei sehepunkte

| Personendaten    | Personendaten                |
| ---------------- | ---------------------------- |
| NAME             | Rummel, Philipp von          |
| ALTERNATIVNAMEN  | Rummel, Philipp Freiherr von |
| KURZBESCHREIBUNG | deutscher Archäologe         |
| GEBURTSDATUM     | 30. April 1975               |